# Diplazon constrictus
Diplazon constrictus är en stekelart som beskrevs av Dasch 1964. Diplazon constrictus ingår i släktet Diplazon och familjen brokparasitsteklar. Inga underarter finns listade i Catalogue of Life.